# Alles für die Firma (1935)
Alles für die Firma ist ein 1934 entstandenes, österreichisches Generations- und Familienmelodram von Rudolf Meinert mit Felix Bressart, Oskar Karlweis, Hermine Sterler und Otto Wallburg in den Hauptrollen. Die Geschichte basiert auf dem Bühnenstück Schottenring von Armin Friedmann und Ludwig Nerz.

## Handlung
Der alte Philipp Sonndorfer trat vor 16 Jahren nach einem heftigen Streit mit seinem Sohn Max aus der Firmenleitung aus. Seitdem hat allein dieser das Sagen in der Textilfabrik Sonndorfer & Sohn. Als sich Max auch mit seinem eigenen Sohn Otto überwirft, geht auch dieser seiner eigenen Wege und verlässt die Firma. Da Philipp Sonndorfer sehr viel für seinen Enkel übrighat, sind die beiden ideale Partner in ihrem Bestreben, es Max Sonndorfer heimzuzahlen. Otto will mit Großvater Philipp eine eigene Firma, Sonndorfer & Co., gründen und damit Max beweisen, dass er es mehr Befähigung zum Geschäftsmann besitzt als Max. Letzterer ist sehr erbost darüber, dass, wie er findet, seine nächste Verwandtschaft ihm mit einem Konkurrenzunternehmen derart in den Rücken fällt. Der Wettbewerb beginnt Max nachhaltig zu schaden, und bald bekommt dieser massive Liquiditätsprobleme. Um nicht gegen seinen Sohn in diesem Firmenwettbewerb zu verlieren, verlangt Max, dass Sohn Otto Daisy Rix ehelicht, die Tochter eines schwerreichen amerikanischen Wirtschaftsmagnaten, der jedoch einst wegen einer Veruntreuung fluchtartig das Land verlassen hatte.
Otto denkt gar nicht daran, dem Wunsch seines Vaters nachzukommen, denn er liebt die Wiener Ärztin Dr. Hertha Becker. Allmählich beginnt Max das Wasser bis zum Hals zu stehen, und auch der erhoffte Geldsegen erweist sich nur als Wunschtraum, denn aus den USA kommt die Nachricht, dass der Rix-Konzern zusammengebrochen ist. Maxens Karriere als Geschäftsmann steht am Ende, da lässt sich der alte Sonndorfer dank der Fürsprache von Ella Sonndorfer, Maxens Ehefrau, erweichen, seinem missratenen Sohn doch noch finanziell unter die Arme zugreifen. Ella hat bereits all ihre eigenen Ersparnisse in Sonndorfer & Sohn, der Firma ihres Mannes, reingebuttert – sie gab alles für die Firma, nur um den Namen ihres Gatten nicht mit dem Malus eines Bankrotts befleckt zu sehen. Philipp, der bislang nicht sonderlich viel von seiner Schwiegertochter gehalten hatte, muss nun seine Einstellung Ella gegenüber revidieren. Und so werden alle Sonndorfers in der neuen Firma, die fortan „Sonndorfer & Söhne“ heißen wird, in Frieden wiedervereint, und der alte Zwist ist begraben.

## Produktionsnotizen und Wissenswertes
Alles für die Firma, eine klassische, von aus Hitler-Deutschland geflohenen Juden auf die Beine gestellte Emigrantenproduktion jener Jahre, entstand zum Jahresende 1934 im Schönbrunn-Film-Atelier in Wien und wurde am 5. April 1935 an selbigem Orte uraufgeführt. Massenstart war der 19. April 1935. Angesichts der starken jüdischen Beteiligung (Regisseur und Drehbuchautor Meinert, Kameramann Willy Goldberger, die Komponisten Artur Guttmann und Hans J. Salter und die Hauptdarsteller Bressart, Karlweis, Wallburg und Sterler) wurde der Film in Hitler-Deutschland nicht herausgebracht.
Die Komponisten Guttmann und Salter nahmen auch die musikalische Leitung war. Artur Berger entwarf die Filmbauten. Hans Bucek war für den Ton zuständig.
Von Alles für die Firma wurde auch eine niederländische Fassung unter dem Titel De vier Mullers angefertigt, in der der junge Johannes Heesters seine zweite Tonfilmrolle spielte. Er blieb nach den Dreharbeiten in Österreich und begann dort seine beachtliche deutschsprachige Karriere.
Für den altgedienten Regie-Veteranen Rudolf Meinert blieb diese Produktion seine letzte Filmarbeit. 1943 wurde er von den deutschen Nationalsozialisten in einem Konzentrationslager ermordet.
Kuriosum am Rande: Obwohl Alfred Neugebauer einige Jahre älter war als sein Filmvater Bressart, spielte er dessen Sohn. „Sohn“ Karlweis und „Filmmutter“ Sterler wiederum waren ein und derselbe Jahrgang. Damit war Enkeldarsteller Karlweis in Wahrheit ein Jahr älter als sein „Großvater“ Felix Bressart. Dies funktionierte nur, weil man Bressart mit weißen Haaren ausstattete und so optisch sichtlich vergreisen ließ.

## Musik
Folgende Musiktitel wurden gespielt bzw. gesungen:
- Diese Melodie ist ganz bestimmt etwas für Sie!
- Du und ich – ich und du – wir sind eins!
- Vogellied: Man muß das Leben philosophisch nehmen

Die Liedtexte verfassten Peter Herz und Paul Frank.

## Kritiken
Paimann’s Filmlisten resümierte: „Wohltemperiertes Kaufmannsstück, von gut pointiertem Dialog getragen, bis auf die etwas sentimentale Lösung … niveaubedacht, kontinuierlich inszeniert. Komiker und Liebhaber in reibungslosem Ensemblespiel. (…) Zumindest ein guter Mittelfilm.“
Die Österreichische Film-Zeitung schrieb: „Unter Rudolf Meinerts Regie zeigt sich Felix Bressart ausgezeichnet in der Charakterrolle des Seniorchefs, während den jüngsten Sonndorfer Oskar Karlweis mit gutem Humor darstellt. Auch Otto Wallburg ist gelungen wie immer.“
Auf film.at heißt es: „Die konventionelle Verfilmung eines Theater-Erfolgsstücks: Familienzwistigkeiten und komödiantische Scharmützel rund um einen Traditionsbetrieb. Großvater Bressart verbündet sich mit Enkel Karlweis, um seinen arroganten Sohn Neugebauer auf den rechten Weg zu bringen. Zwischen den Fronten Otto Wallburg, der als Intrigen spinnender Meldegänger zur Höchstform aufläuft.“